# Lobna Jribi
Lobna Jribi (arabe : لبنى الجريبي), née le 22 octobre 1973 à Tunis,, est une femme politique franco-tunisienne, membre de l'assemblée constituante élue le 23 octobre 2011, où elle représente Ettakatol dans la deuxième circonscription de Tunis. Elle a également été ministre.

## Biographie
Elle obtient son baccalauréat au lycée d'El Menzah VI en 1992. Titulaire en 1997 d'un diplôme d'ingénieur en système d'information de l'Institut national des sciences appliquées de Lyon, elle obtient, en 2004, un doctorat en génie informatique dans le même institut. Elle est ensuite chercheuse et enseignante pendant deux ans à la Sorbonne à Paris, avant de devenir maître de conférences à l'École nationale des sciences de l'informatique. Elle fonde une société de services informatiques en ingénierie et technologie.
En 2006, elle participe au programme d'échange de l'Initiative de partenariat avec le Moyen-Orient (en) et étudie à la School of Business Administration de l'université de San Diego. Elle s'implique dans le réseau associatif et devient présidente de l'association nord-africaine des anciens de l'Institut national des sciences appliquées de Lyon. Elle participe aussi à plusieurs projets nationaux liés à la gestion de la maintenance et de la productivité, tout en sensibilisant à la productivité dans le secteur industriel.
Élue membre de l'assemblée constituante le 23 octobre 2011, elle devient vice-présidente de la commission du préambule, des principes fondamentaux et des amendements de la Constitution, ainsi que membre de la commission de consensus de la rédaction de la Constitution et rapporteuse de la commission des finances, de la planification et du développement régional.
En mai 2015, Lobna Jribi quitte le parti Ettakatol pour fonder et présider l'organisation Solidar Tunisie, une ONG « en charge d'appui au processus législatif et mise en œuvre des principes constitutionnels post-révolution ».
Le 2 janvier 2020, son nom figure sur la liste des ministres proposée sans succès par Habib Jemli, en tant que ministre auprès du chef du gouvernement, chargée des Relations avec l'Assemblée des représentants du peuple,. Le 19 février 2020, elle est nommée ministre auprès du chef du gouvernement chargée des Grands projets nationaux dans le gouvernement d'Elyes Fakhfakh. Le 15 juillet 2020, elle est nommée ministre de l'Enseignement supérieur et de la Recherche scientifique par intérim après le limogeage de son prédécesseur dans le cadre du limogeage collectif des ministres d'Ennahdha. Elle quitte ses fonctions ministérielles le 2 septembre 2020.

## Distinctions
- Chevalier de l'ordre tunisien du Mérite (2014)[13].

## Vie privée
Lobna Jribi est mariée et mère de deux enfants.